# Telhet e Argentac
Teillet-Argenty és un municipi francès, situat al departament de l'Alier i a la regió d'Alvèrnia-Roine-Alps. L'any 2007 tenia 515 habitants.

## Demografia

### Població
El 2007 la població de fet de Teillet-Argenty era de 515 persones. Hi havia 214 famílies de les quals 60 eren unipersonals (32 homes vivint sols i 28 dones vivint soles), 69 parelles sense fills, 77 parelles amb fills i 8 famílies monoparentals amb fills.
La població ha evolucionat segons el següent gràfic:
Habitants censats

### Habitatges
El 2007 hi havia 331 habitatges, 221 eren l'habitatge principal de la família, 72 eren segones residències i 39 estaven desocupats. 322 eren cases i 9 eren apartaments. Dels 221 habitatges principals, 166 estaven ocupats pels seus propietaris, 49 estaven llogats i ocupats pels llogaters i 5 estaven cedits a títol gratuït; 1 tenia una cambra, 14 en tenien dues, 50 en tenien tres, 68 en tenien quatre i 88 en tenien cinc o més. 174 habitatges disposaven pel capbaix d'una plaça de pàrquing. A 102 habitatges hi havia un automòbil i a 102 n'hi havia dos o més.

### Piràmide de població
La piràmide de població per edats i sexe el 2009 era:
| Homes | Edats   | Dones |
| ----- | ------- | ----- |
| 0     | 95 o +  | 4     |
| 0     | 90 a 94 | 8     |
| 12    | 85 a 89 | 0     |
| 12    | 80 a 84 | 8     |
| 16    | 75 a 79 | 12    |
| 12    | 70 a 74 | 12    |
| 16    | 65 a 69 | 12    |
| 4     | 60 a 64 | 12    |
| 0     | 55 a 59 | 4     |
| 12    | 50 a 54 | 4     |
| 16    | 45 a 49 | 16    |
| 28    | 40 a 44 | 36    |
| 8     | 35 a 39 | 12    |
| 8     | 30 a 34 | 12    |
| 24    | 25 a 29 | 16    |
| 16    | 20 a 24 | 0     |
| 12    | 15 a 19 | 24    |
| 4     | 10 a 14 | 16    |
| 16    | 5 a 9   | 16    |
| 0     | 0 a 4   | 12    |

## Economia
El 2007 la població en edat de treballar era de 331 persones, 254 eren actives i 77 eren inactives. De les 254 persones actives 226 estaven ocupades (128 homes i 98 dones) i 28 estaven aturades (13 homes i 15 dones). De les 77 persones inactives 29 estaven jubilades, 20 estaven estudiant i 28 estaven classificades com a «altres inactius».

### Ingressos
El 2009 a Teillet-Argenty hi havia 221 unitats fiscals que integraven 533 persones, la mediana anual d'ingressos fiscals per persona era de 16.252,5 €.

### Activitats econòmiques
Dels 12 establiments que hi havia el 2007, 2 eren d'empreses extractives, 1 d'una empresa de fabricació d'altres productes industrials, 1 d'una empresa de construcció, 3 d'empreses de comerç i reparació d'automòbils, 1 d'una empresa de transport, 2 d'empreses d'hostatgeria i restauració, 1 d'una empresa immobiliària i 1 d'una empresa classificada com a «altres activitats de serveis».
Dels 5 establiments de servei als particulars que hi havia el 2009, 1 era una oficina de correu, 1 taller de reparació d'automòbils i de material agrícola, 1 paleta, 1 agència immobiliària i 1 saló de bellesa.
L'any 2000 a Teillet-Argenty hi havia 20 explotacions agrícoles que ocupaven un total de 880 hectàrees.

## Equipaments sanitaris i escolars
El 2009 hi havia una escola elemental.

## Poblacions més properes
El següent diagrama mostra les poblacions més properes.